# The Cherry Pickers
The Cherry Pickers è un cortometraggio muto del 1914 diretto da Colin Campbell.
La sceneggiatura del film - ambientato in Afghanistan durante la guerra anglo-afghana - si basa sul lavoro teatrale The Cherry Pickers di Joseph Arthur che era stato presentato a Broadway il 12 ottobre 1896 all'Haverly's 14th Street Theatre

## Produzione
Il film fu prodotto dalla Selig Polyscope Company.

## Distribuzione
Distribuito dalla General Film Company, il film - un cortometraggio in una bobina - uscì nelle sale cinematografiche statunitensi il 13 aprile 1914.